# Alvania zetlandica
Alvania zetlandica är en snäckart som först beskrevs av Montagu 1815.  Alvania zetlandica ingår i släktet Alvania, och familjen Rissoidae. Arten har ej påträffats i Sverige.

## Bildgalleri

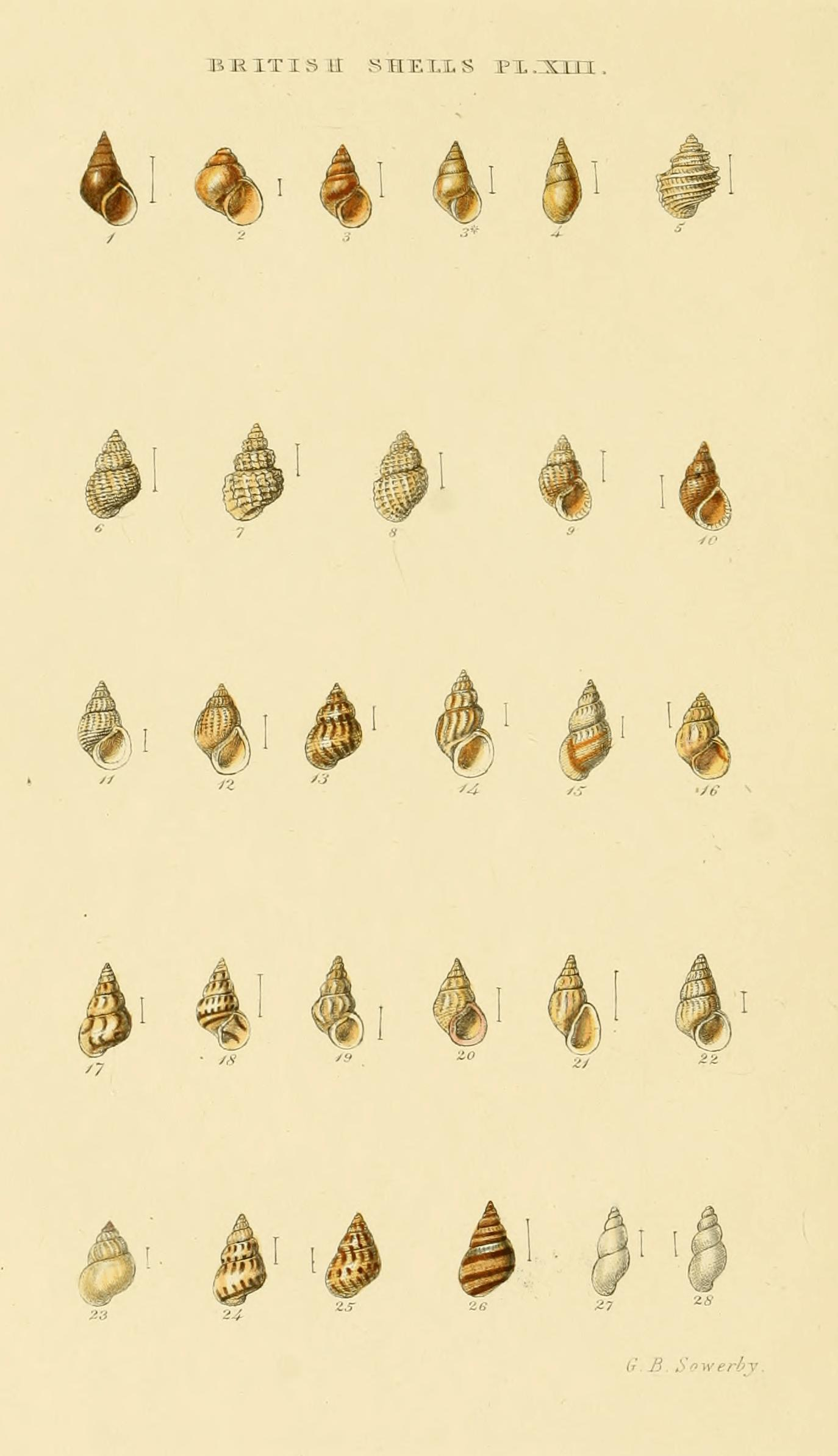